# Prozessorientierte Geschichtsdidaktik
Prozessorientierte Geschichtsdidaktik ist innerhalb der Didaktik der Geschichte (Geschichtsdidaktik) ein spezieller Ansatz der Universitätsdidaktik.
Dabei wird der Versuch unternommen, historisches Lernen so zu organisieren, dass die Lerngruppe sich immer wieder ihren eigenen Lernprozess bewusst macht, um so Geschichtsbewusstsein, das Bewusstsein für Geschichtlichkeit und das Verständnis für das Vorläufige des geschichtlichen Verstehens (Hermeneutischer Zirkel) zu erhöhen. Als ihr Vertreter gilt Alois Ecker an der Universität Wien.